# Диодор, командант Амфипоља
Диодор је био командант Амфипоља у служби македонског краља Персеја. Спомиње га Тит Ливије у својој Историји од оснивања рада Рима. Кад је вест о поразу македонског краља стигла у Амфипољ, Диодор се побојао да се 2.000 Трачана стационираних у граду као гарнизон не побуни и почне палити све пред собом. Да би решио тај проблем, прибегао је лукавству. Наговорио их је да оду у Ематију где ће моћи себи прибавити богат плен, што су ови и учинили. Чим су прешли реку Стримон, Диодор је дао затворити градске капије за њима. Потом је Персеј потражио прибежиште.